# 三國志 (遊戲)
《三国志》是日本光榮公司开发的三国题材歷史戰略模擬遊戲，于1985年在PC-88家用电脑平台上推出，後移植或复刻到大量平台。身為《三国志系列》的初代作品，本作的成功令系列自此開展，截至2020年系列作品的全球累計出貨數已超過900萬份。

## 開發
1980年代初期光榮開始投入電玩遊戲產業，先後在PC平台上發行了以日本戰國時代為背景的《川中島合戰》（1981年）與《信長之野望》（1983年）等作品，在上述遊戲取得商業成功後，光榮進一步想採用其他時代背景製作同類型的歷史模擬遊戲。 在當時吉川英治的小說與橫山光輝的漫畫，還有NHK電視台播出的人偶劇已令三國题材在日本有了不錯的知名度，故光榮便選定三國時代為新作的舞台，開發出的遊戲即為本作（1985年），進而發展出後續的《三國志系列》。
1988年光榮將本作移植至當時在日本遊戲界佔據主流市場的紅白機平台，為《三國志系列》首次於家用主機上登場，令系列在主機市埸中擴大了受眾。